# The Standard Edition of the Complete Psychological Works of Sigmund Freud
The Standard Edition of the Complete Psychological Works of Sigmund Freud, abreviado Standard Edition (Edición estándar de las obras psicológicas completas de Sigmund Freud), fueron traducidas del alemán al inglés bajo la dirección general de James Strachey, en colaboración con Anna Freud, asistidos por Alix Strachey y Alan Tyson. Su realización fue encargada a James Strachey por el Instituto de Psicoanálisis de Londres, viendo a la luz los 23 primeros volúmenes entre 1953 y 1966, y el 24 en 1974.
Su correspondencia al castellano se encuentra en las Obras completas de Sigmund Freud traducidas directamente del alemán por José Luis Etcheverry y editadas por Amorrortu Editores. Sus 24 volúmenes fueron publicados entre 1978 y 1985.

## The Revised Standard Edition of the Complete Psychological Works of Sigmund Freud
En 2024 se anunció The Revised Standard Edition of the Complete Psychological Works of Sigmund Freud (Edición estándar revisada de las obras psicológicas completas de Sigmund Freud) para su publicación en junio de ese mismo año.
Dicha Edición revisada (RSE) se basa en la traducción canónica de la Edición estándar (SE) del alemán realizada por James Strachey, al tiempo que agrega una nueva capa de revisiones y traducciones. Las ambigüedades conceptuales y lexicográficas se aclaran en nuevas y extensas anotaciones. Basándose en convenciones establecidas y tradiciones intelectuales, la edición estándar revisada complementa los escritos de Freud con importantes comentarios editoriales que abordan términos técnicos controvertidos y cuestiones de traducción a través de la lente de la erudición moderna: un texto vivo en diálogo consigo mismo y con el lector. La RSE también incluye 56 ensayos y cartas que no estaban incluidas en la SE.
En el texto  de la RSE y en las notas a pie de página, un sutil subrayado distingue, de manera fácil y accesible, las revisiones y adiciones de Mark Solms de la traducción histórica y los comentarios de la edición estándar de James Strachey. Los lectores pueden examinar lo que Strachey contribuyó antes de las revisiones junto con las actualizaciones, nuevas traducciones, anotaciones y comentarios de Solms, poniendo colectivamente el texto de Freud y la traducción de Strachey en diálogo con cinco décadas de investigación, incluidos los desarrollos más recientes en el campo.
Encargada por la Sociedad Psicoanalítica Británica y coeditada por Rowman & Littlefield, la Edición Estándar Revisada reúne décadas de deliberación académica sobre la traducción de términos técnicos freudianos, conservando al mismo tiempo lo mejor de la traducción original al inglés de Strachey.